# Ricardo dos Santos
Ricardo dos Santos, mais conhecido como Ricardinho (Palhoça, 23 de maio de 1990 — São José, 20 de janeiro de 2015) foi um surfista profissional brasileiro, especialista em ondas grandes e tubulares.

## Biografia

### Juventude e surfe
Ricardo dos Santos cresceu na paradisíaca praia da Guarda do Embaú em Palhoça, no estado de Santa Catarina. O lugar, considerado o paraíso para surfistas, é bonito e atrai muitos turistas. Aos sete anos de idade, com a ajuda e incentivo do primo Vinícius Pereira (o Vini), Ricardinho conhece o esporte que ia amar e praticar até sua morte, o surfe. Aos 12, o catarinense disputou o seu primeiro campeonato amador da categoria. Com o tempo, os patrocinadores foram aparecendo e se juntando ao apoio que sempre foi dado pela mãe, dona Luciene. Ricardinho cresceu, virou especialista em ondas pesadas e tubulares.
Estampou capas de revistas famosas e respeitadas no universo do surf. Em 2013 viajou para o Taiti para pegar a sua "onda da vida".
Para Ricardinho, não havia nada mais valioso do que a família. Tinha na mãe um espelho. No mar, o herói foi Andy Irons. O ídolo havaiano, morto em 2010, sempre foi tido como um guerreiro, uma inspiração. Em 2012, após vencer o Trials para o WCT de Teahupoo pelo segundo ano seguido, que garantiu vaga para a etapa do Taiti, o brasileiro eliminou o 11 vezes campeão do mundo, Kelly Slater. Também superou o australiano Taj Burrow e só caiu diante de Mick Fanning. Terminou na quinta  posição, mas levou para casa o prêmio Andy Irons Forever, por ter feito a apresentação mais inspiradora do evento. Na ocasião, considerou a honraria tão importante quanto vencer a etapa.
Venceu o Wave Of The Winter de 2013, quando se tornou o primeiro brasileiro da história a vencer o concurso americano que premia a melhor onda surfada durante a temporada havaiana. Bateu nomes como Slater e J.J. Florence. Naquela mesma temporada, quando brigava pelo terceiro título seguido do Trials, ao disputar uma onda com Jamie O'Brien acabou levando um soco na boca do americano.
Participante das competições oficiais da Liga Mundial desde 2008, Ricardinho já havia surfado em sete etapas do circuito mundial, além de eventos da qualifying series (torneio classificatório). Mais recentemente, estava atuando como freesurfer, especializando-se em ondas grandes. A pedido da mãe, registrava suas viagens num blog.

## Morte

### Defensor da Guarda
O palhoçense sempre amou e defendeu o lugar onde cresceu, a Guarda do Embaú. Nunca poderia imaginar que tanto amor lhe tiraria a vida. O "pedaço do céu", como ele uma vez se referiu ao local, sempre foi um dos pontos turísticos mais procurados da Grande Florianópolis, atraindo maus e bons turistas em todos os anos. A pequena praia, localizada a 50km de Florianópolis, era uma de suas paixões. Tinha espaço cativo em seus perfis, nos textos e imagens postadas por ele, em suas redes sociais. Mas nos últimos anos de sua vida, o catarinense vinha mostrando preocupação com "bandidos" que passaram a frequentar o local. Acreditava que os moradores não faziam nada "com medo de tomar tiro".

### Discussão e tiroteio
Por volta das 8:h50 da manhã do dia 19 de janeiro de 2015, Ricardinho e o avô, Nicolau dos Santos, faziam uma obra em casa, na Guarda do Embaú. O carro do PM Luiz Brentano, que é de Joinville e estava de folga, teria parado em cima de um cano em frente à casa do surfista. O avô pediu para que os dois homens retirassem o carro do local para que o reparo no cano pudesse continuar sendo feito. O policial teria se negado, e Ricardinho foi tirar satisfações, levando dois tiros no tórax e abdômen, sendo que um dos disparos foi feito pelas costas do atleta.
O surfista foi levado ao Hospital Regional de São José pelo helicóptero do Corpo de Bombeiros e deu entrada consciente. Ele sofreu com as hemorragias, passou por quatro cirurgias, ficou na Unidade de Tratamento Intensivo (UTI), mas não conseguiu reagir ao tratamento. O quarto procedimento cirúrgico de Ricardinho foi encerrado no final da manhã de terça (20). O corpo médico conseguiu conter nova hemorragia, que havia surgido de manhã, e o surfista foi encaminhado novamente para a UTI. No entanto, mais uma vez, ele voltou a sofrer com as hemorragias e sofreu uma parada cardíaca e o surfista não resistiu, falecendo às 13h10 do dia 20 de janeiro de 2015.
O autor do crime, o policial militar Luiz Brentano foi preso em flagrante por tentativa de homicídio após o ocorrido, mas alegou legítima defesa. Ele prestou depoimento por 20 minutos na Delegacia de Palhoça antes de ser encaminhado para o quartel da Polícia Militar em Florianópolis, onde permaneceu detido - assim como o irmão, que estava junto no momento do crime. O agente público estava de férias em Palhoça. Segundo a nota da corporação, o soldado, que pertence ao 8º Batalhão de Joinville, no Norte de Santa Catarina, responderá inquérito administrativo, além do que foi instaurado pela Polícia Civil.

### Funeral
O corpo do surfista foi enterrado no cemitério de Paulo Lopes, na Grande Florianópolis. O velório ocorreu, no salão da Paróquia Santa Terezinha, em Palhoça.

### Repercussão
Foi feita uma imensa homenagem ao freesurfer no rio da Madre, na Guarda do Embaú, no dia 22 de janeiro. Mais de 300 pessoas, entre familiares, amigos, surfistas e nativos fizeram um ato para a lembrança de Ricardinho, sob gritos de "Justiça" e "É campeão".
Homens, mulheres e crianças formaram um grande círculo. De mãos dadas, rezaram, choraram e exaltaram Ricardinho. Com as pranchas, surfistas de todas as idades batiam com as mãos para levantar água, ecoar e exaltar o amigo que fora embora. O presidente da Liga Mundial de Surfe (WSL), Paul Speaker, deixou Nova York e desembarcou em Santa Catarina para participar desta última homenagem. Jacqueline Silva, Mineirinho, Alejo Muniz, Renan Rocha e Luan Wood são alguns dos surfistas que também estiveram presentes no adeus a Ricardinho.   
Quando souberam da triste notícia, surfistas em Pipeline, no Havaí, fizeram um grande círculo no mar em lembrança ao brasileiro.
O crime chocou e comoveu o mundo do surfe. Surfistas do mundo inteiro prestaram homenagem ao colega de trabalho, sempre ressaltado seu talento e sua índole. Entre eles, estava o primeiro brasileiro campeão mundial de surfe e amigo pessoal de Ricardo, Gabriel Medina. "Inspirador" foi a palavra que Gabriel usou para classificar o amigo e o maior surfista de todos os tempos, Kelly Slater, que disse estar horrorizado com a criminalidade no Brasil.
Colegas e amigos de Ricardo, como Alejo Muniz, Adriano de Souza, Jacqueline Silva, Renan Rocha, Jadson André, Maya Gabeira, Sunny Garcia, Filipe Toledo, Pedro Scooby, Teco Padaratz, Raoni Monteiro também se pronunciaram e prestaram homenagens a Ricardo. A Liga Mundial de Surfe, WSL (antiga ASP) fez um vídeo em homenagem ao atleta assassinado e destacou suas melhores ondas.
Fora do mundo do surfe, atletas de diversos esportes se manifestaram sobre o ocorrido. Entre eles, estão o maior tenista brasileiro, também nativo da Grande Florianópolis, Guga Kuerten, o pentacampeão mundial de skate Sandro Dias, zagueiro do PSG e da Seleção, David Luiz, além do pivô do Golden State Warriors, Anderson Varejão.
Em sessão na manhã do dia 20/7/2017, a 4ª Câmara Criminal do Tribunal de Justiça de Santa Catarina fez a confirmação da condenação do ex-soldado Luiz Paulo Motta Brentano pelo assassinato do surfista Ricardo dos Santos, o Ricardinho, em crime registrado na manhã do dia 19 de janeiro de 2015, na Guarda do Embaú, município de Palhoça, na Grande Florianópolis.
A pena do Ex-soldado referente aos autos processuais de nº 00001610720158240045 do TJSC passou de 22 anos de reclusão em regime fechado e oito meses de detenção em regime semi-aberto para então em definitiva 17 anos e seis meses de reclusão em regime fechado e sete meses e 15 dias de detenção em regime semi-aberto. Foram mantidos ainda multa e suspensão de carteira nacional de habilitação por apenas quatro meses.

Assim, sendo confirmada a condenação pelo Órgão colegiado em 2º grau de jurisdição, a  câmara determinou que o ex-policial, até hoje (21/07/2017) seja finalmente transferido para estabelecimento do sistema prisional catarinense. Essa decisão foi unânime.